# Abacetus evulsus
Abacetus evulsus es una especie de escarabajo terrestre de la subfamilia Pterostichinae.  Fue descrito por Peringuey en 1904. 

## Taxonomía y filogenia
El nombre de la especie evulsus proviene del latín y significa "desarraigar". 
El espécimen holotipo fue recolectado por Sheppard con fecha de recolección el 12 de julio de 1903.  Sheppard también recolectó un paratipo el 1 de julio de 1903.  El Museo de Sudáfrica también alberga otros tres especímenes no designados. 

## Distribución y hábitat
La especie fue recolectada originalmente en Beira, en la provincia de Sofala, en Mozambique.  No se conocen otras ubicaciones.